# Spermophaga
Spermophaga – rodzaj ptaków z rodziny astryldowatych (Estrildidae).

## Występowanie
Rodzaj obejmuje gatunki występujące w Afryce Subsaharyjskiej.

## Morfologia
Długość ciała 14–15 cm, masa ciała 18,7–26 g.

## Systematyka

### Etymologia
Nazwa rodzajowa jest połączeniem słów z języka greckiego: σπερμα sperma, σπερματος spermatos – „nasienie, ziarno” (σπειρω speirō – „rozsypywać”) oraz -φαγος -phagos – „-jedzenie” (φαγειν phagein – „jeść”).

### Gatunek typowy
Spermophaga cyanorynchus Swainson = Loxia haematina Vieillot

### Podział systematyczny
Do rodzaju należą następujące gatunki:
- Spermophaga poliogenys (Ogilvie-Grant, 1906) – płomiennik kongijski
- Spermophaga haematina (Vieillot, 1808) – płomiennik czarnogłowy
- Spermophaga ruficapilla (Shelley, 1888) – płomiennik czerwonogłowy